# Acacia beuttiani
Acacia beuttiani é uma espécie de leguminosa do gênero Acacia, pertencente à família Fabaceae.